# Bremsenrubbeln
Bremsenrubbeln ist ein Begriff aus der Kraftfahrzeugtechnik. Es handelt sich hierbei um niederfrequente (bis 100 Hz) Schwingungen eines Kraftfahrzeugs, welche durch dessen Bremsen induziert werden. Sie sind durch periodische Schwankungen des Bremsmoments gekennzeichnet.
Man unterscheidet zwischen Kaltrubbeln, das durch eine Geometrieabweichung der Bremsscheibe über den Umfang (DTV – Disc Thickness Variation) gekennzeichnet ist, und Heißrubbeln, bei dem zusätzliche Effekte durch lokale Hitzezonen auf der Bremsscheibe kommen.
Bremsenrubbeln äußert sich durch die auftretenden Bremsmomentschwankungen in einer Bewegung des Radträgers in Fahrzeuglängsrichtung. Sie werden durch herstellungsbedingte Ungleichmäßigkeiten in der Oberflächenbeschaffenheit der Bremsscheibe oder durch Schlag (Unwucht) in der Scheibe induziert. Der Fahrer nimmt es durch Bremspedalpulsieren, Lenkraddrehschwingungen und Vibrationen der Karosserie (Sitzschiene) wahr.
Die Industrie untersucht diese Effekte momentan (Stand: 2005) mit aufwendigen Tests, da grundlegende theoretische Konstruktionsrichtlinien für Bremsen zur Schwingungsvermeidung noch nicht bekannt sind. Daher wird im Rahmen eines Verbundprojektes zwischen Hochschulen und Industrie versucht, die grundlegenden Eigenschaften der Schwingungsanregung zu klären und somit eine Basis für die Entwicklung zu schaffen.